# شکرگزار (ترانه)
«شکرگزار» تک‌آهنگی از خواندنهٔ بریتانیایی ریتا اورا می‌باشد که در آلبوم موسیقی متن آنسوی چراغ‌ها قرار دارد. این ترانه توسط داین وارن سروده شده‌است.